# Saison NBA 2023-2024
Navigation
Saison 2022-2023 Saison 2024-2025
La saison NBA 2023-2024 est la 78e saison de la National Basketball Association (78e en comptant les trois saisons BAA).
Lors d'une saison où les Nuggets de Denver sont les champions en titre, les playoffs NBA débutent en avril 2024 et se terminent avec les Finales NBA, durant le mois de juin. La franchise des Celtics de Boston s'impose en cinq manches face aux Mavericks de Dallas, remportant le 18e titre de son histoire.
Sur cette saison NBA, le NBA In-Season Tournament tient sa première édition, remportée par les Lakers de Los Angeles. Le NBA All-Star Game 2024 se tient au Gainbridge Fieldhouse d'Indianapolis, le 18 février 2024. 

## Calendrier des événements de la saison
- 24 octobre 2023 : Début de la saison régulière.
- 3 novembre 2023 au 9 décembre 2023 : NBA In-Season Tournament 2023.
- 8 février 2024 : Dernier jour pour la mise en place de transferts[2].
- 16 février 2024 au 18 février 2024 : NBA All-Star Game 2024 à Indianapolis[3].
- 14 avril 2024 : Fin de la saison régulière.
- 16 avril 2024 au 19 avril 2024 : Play-In Tournament.
- 20 avril 2024 : Début des Playoffs NBA 2024.
- 6 juin 2024 : Début des Finales NBA 2024.

## Transactions

### Draft
La draft 2023 de la NBA s'est tenue le 22 juin 2023, au Barclays Center de Brooklyn. Le Français Victor Wembanyama est sélectionné en tant que premier choix.

### Période d'agents libres
La période de signatures d'agents libres revient à sa date initiale du 1er juillet.

### Changements d’entraîneur
| Avant la saison       | Avant la saison   | Avant la saison                 | Avant la saison |
| Équipe                | Ancien entraîneur | Nouvel entraîneur               | Ref.            |
| --------------------- | ----------------- | ------------------------------- | --------------- |
| Pistons de Détroit    | Dwane Casey       | Monty Williams                  | ,               |
| Rockets de Houston    | Stephen Silas     | Ime Udoka                       | ,               |
| Raptors de Toronto    | Nick Nurse        | Darko Rajaković                 | ,               |
| Bucks de Milwaukee    | Mike Budenholzer  | Adrian Griffin                  | ,               |
| Suns de Phoenix       | Monty Williams    | Frank Vogel                     | ,               |
| 76ers de Philadelphie | Doc Rivers        | Nick Nurse                      | ,               |
| En cours de saison    |                   |                                 |                 |
| Équipe                | Ancien entraîneur | Nouvel entraîneur               | Ref.            |
| Bucks de Milwaukee    | Adrian Griffin    | Joe Prunty (intérim) Doc Rivers | ,               |
| Wizards de Washington | Wes Unseld Jr.    | Brian Keefe (intérim)           | ,               |
| Nets de Brooklyn      | Jacque Vaughn     | Kevin Ollie (intérim)           | ,               |

## Classements
Les champions de division ne sont pas automatiquement qualifiés pour les playoffs, seuls les six premiers de chaque conférence se qualifient pour les playoffs. Les autres places seront attribuées à travers le Play-in Tournement.

### Par division
Source : nba.com
| Division Atlantique       | V  | D  | MJ | V/D  | GB | Dom   | Ext   | Div  |
| ------------------------- | -- | -- | -- | ---- | -- | ----- | ----- | ---- |
| c - Celtics de Boston     | 64 | 18 | 82 | .780 | –  | 37-4  | 27-14 | 15-2 |
| x - Knicks de New York    | 50 | 32 | 82 | .610 | 14 | 27-14 | 23-18 | 12-5 |
| x - 76ers de Philadelphie | 47 | 35 | 82 | .573 | 17 | 25-16 | 22-19 | 8-8  |
| o - Nets de Brooklyn      | 32 | 50 | 82 | .390 | 32 | 20-21 | 12-29 | 5-11 |
| o - Raptors de Toronto    | 25 | 57 | 82 | .305 | 39 | 14-27 | 11-30 | 1-15 |

| Division Centrale          | V  | D  | MJ | V/D  | GB | Dom   | Ext   | Div  |
| -------------------------- | -- | -- | -- | ---- | -- | ----- | ----- | ---- |
| y - Bucks de Milwaukee     | 49 | 33 | 82 | .598 | –  | 31-11 | 18-22 | 10-7 |
| x - Cavaliers de Cleveland | 48 | 34 | 82 | .585 | 1  | 26-15 | 22-19 | 11-5 |
| x - Pacers de l'Indiana    | 47 | 35 | 82 | .573 | 2  | 26-15 | 21-20 | 11-6 |
| pi - Bulls de Chicago      | 39 | 43 | 82 | .476 | 10 | 20-21 | 19-22 | 7-9  |
| o - Pistons de Détroit     | 14 | 68 | 82 | .171 | 35 | 7-33  | 7-35  | 2-14 |

| Division Sud-Est          | V  | D  | MJ | V/D  | GB | Dom   | Ext   | Div  |
| ------------------------- | -- | -- | -- | ---- | -- | ----- | ----- | ---- |
| y - Magic d'Orlando       | 47 | 35 | 82 | .573 | –  | 29-12 | 18-23 | 9-7  |
| x - Heat de Miami         | 46 | 36 | 82 | .561 | 1  | 22-19 | 24-17 | 13-3 |
| pi - Hawks d'Atlanta      | 36 | 46 | 82 | .439 | 11 | 21-20 | 15-26 | 8-8  |
| o - Hornets de Charlotte  | 21 | 61 | 82 | .256 | 26 | 11-30 | 10-31 | 6-10 |
| o - Wizards de Washington | 15 | 67 | 82 | .183 | 32 | 7-34  | 8-33  | 4-12 |

| Division Nord-Ouest           | V  | D  | MJ | V/D  | GB | Dom   | Ext   | Div  |
| ----------------------------- | -- | -- | -- | ---- | -- | ----- | ----- | ---- |
| c - Thunder d'Oklahoma City   | 57 | 25 | 82 | .695 | -  | 33-8  | 24-17 | 12-4 |
| x - Nuggets de Denver         | 57 | 25 | 82 | .695 | -  | 33-8  | 24-17 | 10-6 |
| x - Timberwolves du Minnesota | 56 | 26 | 82 | .683 | 1  | 30-11 | 26-15 | 12-4 |
| o - Jazz de l'Utah            | 31 | 51 | 82 | .378 | 26 | 21-20 | 10-31 | 5-11 |
| o - Trail Blazers de Portland | 21 | 61 | 82 | .256 | 36 | 11-30 | 10-31 | 1-15 |

| Division Pacifique            | V  | D  | MJ | V/D  | GB | Dom   | Ext   | Div  |
| ----------------------------- | -- | -- | -- | ---- | -- | ----- | ----- | ---- |
| y - Clippers de Los Angeles   | 51 | 31 | 82 | .622 | –  | 25-16 | 26-15 | 9-7  |
| x - Suns de Phoenix           | 49 | 33 | 82 | .598 | 2  | 25-16 | 24-17 | 9-9  |
| x - Lakers de Los Angeles     | 47 | 35 | 82 | .573 | 4  | 28-14 | 19-21 | 7-10 |
| pi - Kings de Sacramento      | 46 | 36 | 82 | .561 | 5  | 24-17 | 22-19 | 10-7 |
| pi - Warriors de Golden State | 46 | 36 | 82 | .561 | 5  | 21-20 | 25-16 | 7-9  |

| Division Sud-Ouest           | V  | D  | MJ | V/D  | GB | Dom   | Ext   | Div  |
| ---------------------------- | -- | -- | -- | ---- | -- | ----- | ----- | ---- |
| y - Mavericks de Dallas      | 50 | 32 | 82 | .610 | -  | 25-16 | 25-16 | 11-5 |
| x - Pelicans de Nlle-Orléans | 49 | 33 | 82 | .598 | 1  | 21-19 | 28-14 | 9-7  |
| o - Rockets de Houston       | 41 | 41 | 82 | .500 | 9  | 27-14 | 14-27 | 9-7  |
| o - Grizzlies de Memphis     | 27 | 55 | 82 | .329 | 23 | 9-32  | 18-23 | 8-8  |
| o - Spurs de San Antonio     | 22 | 60 | 82 | .268 | 28 | 12-29 | 10-31 | 3-13 |

### Par conférence
Source : nba.com
| Conférence Est | Conférence Est             | Conférence Est | Conférence Est | Conférence Est | Conférence Est | Conférence Est | Conférence Est |
| No             | Franchise                  | Vic.           | Déf.           | MJ             | V/D            | GB             |                |
| -------------- | -------------------------- | -------------- | -------------- | -------------- | -------------- | -------------- | -------------- |
| 1              | z - Celtics de Boston      | 64             | 18             | 82             | .780           | –              |                |
| 2              | x - Knicks de New York     | 50             | 32             | 82             | .610           | 14             |                |
| 3              | y - Bucks de Milwaukee     | 49             | 33             | 82             | .598           | 15             |                |
| 4              | x - Cavaliers de Cleveland | 48             | 34             | 82             | .585           | 16             |                |
| 5              | y - Magic d'Orlando        | 47             | 35             | 82             | .573           | 17             |                |
| 6              | x - Pacers de l'Indiana    | 47             | 35             | 82             | .573           | 17             |                |
|                |                            |                |                |                |                |                |                |
| 7              | x - 76ers de Philadelphie  | 47             | 35             | 82             | .573           | 17             |                |
| 8              | x - Heat de Miami          | 46             | 36             | 82             | .561           | 18             |                |
| 9              | pi - Bulls de Chicago      | 39             | 43             | 82             | .476           | 25             |                |
| 10             | pi - Hawks d'Atlanta       | 36             | 46             | 82             | .439           | 28             |                |
|                |                            |                |                |                |                |                |                |
| 11             | o - Nets de Brooklyn       | 32             | 50             | 82             | .390           | 32             |                |
| 12             | o - Raptors de Toronto     | 25             | 57             | 82             | .305           | 39             |                |
| 13             | o - Hornets de Charlotte   | 21             | 61             | 82             | .256           | 43             |                |
| 14             | o - Wizards de Washington  | 15             | 67             | 82             | .183           | 49             |                |
| 15             | o - Pistons de Détroit     | 14             | 68             | 82             | .171           | 50             |                |

| Conférence Ouest | Conférence Ouest                    | Conférence Ouest | Conférence Ouest | Conférence Ouest | Conférence Ouest | Conférence Ouest | Conférence Ouest |
| No               | Franchise                           | Vic.             | Def.             | MJ               | V/D              | GB               |                  |
| ---------------- | ----------------------------------- | ---------------- | ---------------- | ---------------- | ---------------- | ---------------- | ---------------- |
| 1                | c - Thunder d'Oklahoma City         | 57               | 25               | 82               | .695             | -                |                  |
| 2                | x - Nuggets de Denver               | 57               | 25               | 82               | .695             | -                |                  |
| 3                | x - Timberwolves du Minnesota       | 56               | 26               | 82               | .683             | 1                |                  |
| 4                | y - Clippers de Los Angeles         | 51               | 31               | 82               | .622             | 6                |                  |
| 5                | y - Mavericks de Dallas             | 50               | 32               | 82               | .610             | 7                |                  |
| 6                | x - Suns de Phoenix                 | 49               | 33               | 82               | .598             | 8                |                  |
|                  |                                     |                  |                  |                  |                  |                  |                  |
| 7                | x - Pelicans de La Nouvelle-Orléans | 49               | 33               | 82               | .598             | 8                |                  |
| 8                | x - Lakers de Los Angeles           | 47               | 35               | 82               | .573             | 10               |                  |
| 9                | pi - Kings de Sacramento            | 46               | 36               | 82               | .561             | 11               |                  |
| 10               | pi - Warriors de Golden State       | 46               | 36               | 82               | .561             | 11               |                  |
|                  |                                     |                  |                  |                  |                  |                  |                  |
| 11               | o - Rockets de Houston              | 41               | 41               | 82               | .500             | 16               |                  |
| 12               | o - Jazz de l'Utah                  | 31               | 51               | 82               | .378             | 26               |                  |
| 13               | o - Grizzlies de Memphis            | 27               | 55               | 82               | .329             | 30               |                  |
| 14               | o - Spurs de San Antonio            | 22               | 60               | 82               | .268             | 35               |                  |
| 15               | o - Trail Blazers de Portland       | 21               | 61               | 82               | .256             | 36               |                  |

Notes
- z – Leader de la ligue (avantage remporté sur le terrain à domicile pendant tous les playoffs)
- c – Leader de conférence
- y – Champion de division
- x – Qualifié pour les playoffs
- pi – Éliminé lors du play-in tournament
- o – Eliminé de la course aux playoffs

### Play-in tournament
Pour la cinquième saison consécutive, la NBA organise un Play-in tournament pour les franchises classées de la 7e à la 10e place de chaque conférence. Ce mini tournoi à élimination directe sur un match, se tient du 16 au 19 avril 2024 et détermine les dernières franchises qualifiées pour les playoffs.
- Les équipes classées à la 7e et la 8e de la saison régulière s'affrontent (match 1) : le vainqueur se qualifie à la 7e place de sa conférence. Le perdant joue par la suite le vainqueur du match entre le 9e et 10e.
- Les équipes classées à la 9e et la 10e de la saison régulière s'affrontent (match 2) : le perdant de ce match est éliminé. Le vainqueur affronte le perdant du match entre le 7e et le 8e (match 3). Le vainqueur de cette dernière confrontation, obtient l'ultime place qualificative pour les playoffs. Le perdant est éliminé.

| Play-in tournament de la Conférence Est |                          |                          |                          |  |                        |                        |                        |  |   |       |                        |                        |  |
|                                         |                          |                          |                          |  |                        |                        |                        |  |   |       |                        |                        |  |
|                                         | Match pour la 7e place   |                          |                          |  |                        |                        |                        |  |   |       |                        |                        |  |
|                                         | 7                        | Philadelphie             | 105                      |  |                        |                        |                        |  |   |       | Qualifiées en playoffs | Qualifiées en playoffs |  |
| 8                                       | Miami                    | 104                      |                          |  | Match pour la 8e place | Match pour la 8e place | Match pour la 8e place |  |   | 7     | Philadelphie           |                        |  |
|                                         |                          |                          |                          |  | 8                      | Miami                  | 112                    |  | 8 | Miami |                        |                        |  |
|                                         | Barrage pour la 8e place | Barrage pour la 8e place | Barrage pour la 8e place |  | 9                      | Chicago                | 91                     |  |   |       |                        |                        |  |
|                                         | 9                        | Chicago                  | 131                      |  |                        |                        |                        |  |   |       |                        |                        |  |
| 10                                      | Atlanta                  | 116                      |                          |  |                        |                        |                        |  |   |       |                        |                        |  |

| Play-in tournament de la Conférence Ouest |                          |                          |                          |  |                        |                        |                        |  |   |                     |                        |                        |  |
|                                           |                          |                          |                          |  |                        |                        |                        |  |   |                     |                        |                        |  |
|                                           | Match pour la 7e place   |                          |                          |  |                        |                        |                        |  |   |                     |                        |                        |  |
|                                           | 7                        | La Nouvelle-Orléans      | 106                      |  |                        |                        |                        |  |   |                     | Qualifiées en playoffs | Qualifiées en playoffs |  |
| 8                                         | LA Lakers                | 110                      |                          |  | Match pour la 8e place | Match pour la 8e place | Match pour la 8e place |  |   | 7                   | LA Lakers              |                        |  |
|                                           |                          |                          |                          |  | 7                      | La Nouvelle-Orléans    | 105                    |  | 8 | La Nouvelle-Orléans |                        |                        |  |
|                                           | Barrage pour la 8e place | Barrage pour la 8e place | Barrage pour la 8e place |  | 9                      | Sacramento             | 98                     |  |   |                     |                        |                        |  |
|                                           | 9                        | Sacramento               | 118                      |  |                        |                        |                        |  |   |                     |                        |                        |  |
| 10                                        | Golden State             | 94                       |                          |  |                        |                        |                        |  |   |                     |                        |                        |  |

## Playoffs
Les playoffs sont disputées par les six équipes les mieux classées de chaque conférence (1 à 6). Le "Play-in tournament" ci-dessus, attribue les deux dernières places qualificatives pour les Playoffs (7 et 8).
|  | 1er tour         | 1er tour                        | 1er tour                  |   |                           | Demi-finales de Conférence | Demi-finales de Conférence | Demi-finales de Conférence |  |   | Finales de Conférence | Finales de Conférence | Finales de Conférence |  |   | Finale NBA        | Finale NBA | Finale NBA |
|  |                  |                                 |                           |   |                           |                            |                            |                            |  |   |                       |                       |                       |  |   |                   |            |            |
|  | 1                | Celtics de Boston               | 4                         |   |                           |                            |                            |                            |  |   |                       |                       |                       |  |   |                   |            |            |
|  | 8                | Heat de Miami                   | 1                         |   |                           |                            |                            |                            |  |   |                       |                       |                       |  |   |                   |            |            |
|  | 8                | Heat de Miami                   | 1                         |   | 1                         | Celtics de Boston          | 4                          |                            |  |   |                       |                       |                       |  |   |                   |            |            |
|  |                  |                                 |                           |   | 1                         | Celtics de Boston          | 4                          |                            |  |   |                       |                       |                       |  |   |                   |            |            |
|  |                  | 4                               | Cavaliers de Cleveland    | 1 |                           |                            |                            |                            |  |   |                       |                       |                       |  |   |                   |            |            |
|  | 4                | 4                               | Cavaliers de Cleveland    | 1 | Cavaliers de Cleveland    | 4                          |                            |                            |  |   |                       |                       |                       |  |   |                   |            |            |
|  | 4                |                                 |                           |   | Cavaliers de Cleveland    | 4                          |                            |                            |  |   |                       |                       |                       |  |   |                   |            |            |
|  | 5                | Magic d'Orlando                 | 3                         |   |                           |                            |                            |                            |  |   |                       |                       |                       |  |   |                   |            |            |
|  | 5                | Magic d'Orlando                 | 3                         |   |                           |                            |                            |                            |  | 1 | Celtics de Boston     | 4                     |                       |  |   |                   |            |            |
|  | Conférence Est   |                                 |                           |   |                           |                            |                            |                            |  | 1 | Celtics de Boston     | 4                     |                       |  |   |                   |            |            |
|  |                  | 6                               | Pacers de l'Indiana       | 0 |                           |                            |                            |                            |  |   |                       |                       |                       |  |   |                   |            |            |
|  | 3                | 6                               | Pacers de l'Indiana       | 0 | Bucks de Milwaukee        | 2                          |                            |                            |  |   |                       |                       |                       |  |   |                   |            |            |
|  | 3                |                                 |                           |   | Bucks de Milwaukee        | 2                          |                            |                            |  |   |                       |                       |                       |  |   |                   |            |            |
|  | 6                | Pacers de l'Indiana             | 4                         |   |                           |                            |                            |                            |  |   |                       |                       |                       |  |   |                   |            |            |
|  | 6                | Pacers de l'Indiana             | 4                         |   | 6                         | Pacers de l'Indiana        | 4                          |                            |  |   |                       |                       |                       |  |   |                   |            |            |
|  |                  |                                 |                           |   | 6                         | Pacers de l'Indiana        | 4                          |                            |  |   |                       |                       |                       |  |   |                   |            |            |
|  |                  | 2                               | Knicks de New York        | 3 |                           |                            |                            |                            |  |   |                       |                       |                       |  |   |                   |            |            |
|  | 2                | 2                               | Knicks de New York        | 3 | Knicks de New York        | 4                          |                            |                            |  |   |                       |                       |                       |  |   |                   |            |            |
|  | 2                |                                 |                           |   | Knicks de New York        | 4                          |                            |                            |  |   |                       |                       |                       |  |   |                   |            |            |
|  | 7                | 76ers de Philadelphie           | 2                         |   |                           |                            |                            |                            |  |   |                       |                       |                       |  |   |                   |            |            |
|  | 7                | 76ers de Philadelphie           | 2                         |   |                           |                            |                            |                            |  |   |                       |                       |                       |  | 1 | Celtics de Boston | 4          |            |
|  |                  |                                 |                           |   |                           |                            |                            |                            |  |   |                       |                       |                       |  | 1 | Celtics de Boston | 4          |            |
|  |                  | 5                               | Mavericks de Dallas       | 1 |                           |                            |                            |                            |  |   |                       |                       |                       |  |   |                   |            |            |
|  | 1                | 5                               | Mavericks de Dallas       | 1 | Thunder d'Oklahoma City   | 4                          |                            |                            |  |   |                       |                       |                       |  |   |                   |            |            |
|  | 1                |                                 |                           |   | Thunder d'Oklahoma City   | 4                          |                            |                            |  |   |                       |                       |                       |  |   |                   |            |            |
|  | 8                | Pelicans de La Nouvelle-Orléans | 0                         |   |                           |                            |                            |                            |  |   |                       |                       |                       |  |   |                   |            |            |
|  | 8                | Pelicans de La Nouvelle-Orléans | 0                         |   | 1                         | Thunder d'Oklahoma City    | 2                          |                            |  |   |                       |                       |                       |  |   |                   |            |            |
|  |                  |                                 |                           |   | 1                         | Thunder d'Oklahoma City    | 2                          |                            |  |   |                       |                       |                       |  |   |                   |            |            |
|  |                  | 5                               | Mavericks de Dallas       | 4 |                           |                            |                            |                            |  |   |                       |                       |                       |  |   |                   |            |            |
|  | 4                | 5                               | Mavericks de Dallas       | 4 | Clippers de Los Angeles   | 2                          |                            |                            |  |   |                       |                       |                       |  |   |                   |            |            |
|  | 4                |                                 |                           |   | Clippers de Los Angeles   | 2                          |                            |                            |  |   |                       |                       |                       |  |   |                   |            |            |
|  | 5                | Mavericks de Dallas             | 4                         |   |                           |                            |                            |                            |  |   |                       |                       |                       |  |   |                   |            |            |
|  | 5                | Mavericks de Dallas             | 4                         |   |                           |                            |                            |                            |  | 5 | Mavericks de Dallas   | 4                     |                       |  |   |                   |            |            |
|  | Conférence Ouest |                                 |                           |   |                           |                            |                            |                            |  | 5 | Mavericks de Dallas   | 4                     |                       |  |   |                   |            |            |
|  |                  | 3                               | Timberwolves du Minnesota | 1 |                           |                            |                            |                            |  |   |                       |                       |                       |  |   |                   |            |            |
|  | 3                | 3                               | Timberwolves du Minnesota | 1 | Timberwolves du Minnesota | 4                          |                            |                            |  |   |                       |                       |                       |  |   |                   |            |            |
|  | 3                |                                 |                           |   | Timberwolves du Minnesota | 4                          |                            |                            |  |   |                       |                       |                       |  |   |                   |            |            |
|  | 6                | Suns de Phoenix                 | 0                         |   |                           |                            |                            |                            |  |   |                       |                       |                       |  |   |                   |            |            |
|  | 6                | Suns de Phoenix                 | 0                         |   | 3                         | Timberwolves du Minnesota  | 4                          |                            |  |   |                       |                       |                       |  |   |                   |            |            |
|  |                  |                                 |                           |   | 3                         | Timberwolves du Minnesota  | 4                          |                            |  |   |                       |                       |                       |  |   |                   |            |            |
|  |                  | 2                               | Nuggets de Denver         | 3 |                           |                            |                            |                            |  |   |                       |                       |                       |  |   |                   |            |            |
|  | 2                | 2                               | Nuggets de Denver         | 3 | Nuggets de Denver         | 4                          |                            |                            |  |   |                       |                       |                       |  |   |                   |            |            |
|  | 2                |                                 |                           |   | Nuggets de Denver         | 4                          |                            |                            |  |   |                       |                       |                       |  |   |                   |            |            |
|  | 7                | Lakers de Los Angeles           | 1                         |   |                           |                            |                            |                            |  |   |                       |                       |                       |  |   |                   |            |            |

## NBA In-Season Tournament
La NBA introduit un nouveau tournoi lors de la saison 2023-2024, certains des matchs étant pris en compte pour le classement de la saison régulière. Il sera inspiré de la Coupe du commissaire de la WNBA et des compétitions de la saison dans le football européen. Le tournoi sera structuré comme suit :
- Six groupes intraconférences de cinq.
- Les matchs auront lieu les mardis et vendredis au mois de novembre. Chaque équipes se rencontreront une fois (deux matchs à domicile et deux matchs à l'extérieur pour chaque équipes). Ces matchs seront toujours considérés comme des matchs de saison régulière.
- Les premiers de chaque groupes et les deux meilleures deuxièmes (un dans chaque conférences) se qualifieront pour le tournoi à élimination directe.
- Les demi-finales et la finale se joueront à Las Vegas.
- Les joueurs vainqueurs du tournoi recevront chacun 500 000 $.
- Pour compenser, la programmation de la saison régulière de la NBA sera modifiée afin que seulement 80 matchs chacun pour chaque équipe soient initialement annoncés pendant l'intersaison. Les deux premiers tours du tournoi seraient alors considérés comme des matchs de la saison régulière (matchs 81 et 82). La finale serait alors un 83e match supplémentaire qui ne compterait pas pour la saison régulière. Les équipes qui ne se qualifient pas pour le tournoi final, ou qui sont éliminées en quarts de finale, auront alors des matchs supplémentaires pour atteindre 82 matchs.

Les Lakers de Los Angeles remportent cette première édition face aux Pacers de l'Indiana sur le score de 123 à 109.
|  | Quarts de finale                   | Quarts de finale                | Quarts de finale                | Quarts de finale                |                       |                       | Demi-finales           | Demi-finales           | Demi-finales           | Demi-finales           |  |  | Finale                 | Finale                 | Finale                 | Finale                 |
|  |                                    |                                 |                                 |                                 |                       |                       |                        |                        |                        |                        |  |  |                        |                        |                        |                        |
|  | 5 décembre 2023 – Milwaukee, WI    | 5 décembre 2023 – Milwaukee, WI | 5 décembre 2023 – Milwaukee, WI | 5 décembre 2023 – Milwaukee, WI |                       |                       | 7 décembre – Las Vegas | 7 décembre – Las Vegas | 7 décembre – Las Vegas | 7 décembre – Las Vegas |  |  | 9 décembre – Las Vegas | 9 décembre – Las Vegas | 9 décembre – Las Vegas | 9 décembre – Las Vegas |
|  | 5 décembre 2023 – Milwaukee, WI    | 5 décembre 2023 – Milwaukee, WI | 5 décembre 2023 – Milwaukee, WI | 5 décembre 2023 – Milwaukee, WI |                       |                       | 7 décembre – Las Vegas | 7 décembre – Las Vegas | 7 décembre – Las Vegas | 7 décembre – Las Vegas |  |  | 9 décembre – Las Vegas | 9 décembre – Las Vegas | 9 décembre – Las Vegas | 9 décembre – Las Vegas |
|  | Bucks de Milwaukee                 | Bucks de Milwaukee              | 146                             | 146                             |                       |                       | 7 décembre – Las Vegas | 7 décembre – Las Vegas | 7 décembre – Las Vegas | 7 décembre – Las Vegas |  |  | 9 décembre – Las Vegas | 9 décembre – Las Vegas | 9 décembre – Las Vegas | 9 décembre – Las Vegas |
|  | Bucks de Milwaukee                 | Bucks de Milwaukee              | 146                             | 146                             |                       |                       | 7 décembre – Las Vegas | 7 décembre – Las Vegas | 7 décembre – Las Vegas | 7 décembre – Las Vegas |  |  | 9 décembre – Las Vegas | 9 décembre – Las Vegas | 9 décembre – Las Vegas | 9 décembre – Las Vegas |
|  | Knicks de New York                 | Knicks de New York              | 122                             | 122                             |                       |                       | 7 décembre – Las Vegas | 7 décembre – Las Vegas | 7 décembre – Las Vegas | 7 décembre – Las Vegas |  |  | 9 décembre – Las Vegas | 9 décembre – Las Vegas | 9 décembre – Las Vegas | 9 décembre – Las Vegas |
|  | Knicks de New York                 | Knicks de New York              | 122                             | 122                             | Bucks de Milwaukee    | Bucks de Milwaukee    | 119                    | 119                    |                        |                        |  |  | 9 décembre – Las Vegas | 9 décembre – Las Vegas | 9 décembre – Las Vegas | 9 décembre – Las Vegas |
|  | 4 décembre 2023 – Indianapolis, IN |                                 |                                 |                                 | Bucks de Milwaukee    | Bucks de Milwaukee    | 119                    | 119                    |                        |                        |  |  | 9 décembre – Las Vegas | 9 décembre – Las Vegas | 9 décembre – Las Vegas | 9 décembre – Las Vegas |
|  |                                    |                                 | Pacers de l'Indiana             | Pacers de l'Indiana             | 128                   | 128                   |                        |                        |                        |                        |  |  | 9 décembre – Las Vegas | 9 décembre – Las Vegas | 9 décembre – Las Vegas | 9 décembre – Las Vegas |
|  | Pacers de l'Indiana                | Pacers de l'Indiana             | Pacers de l'Indiana             | Pacers de l'Indiana             | 128                   | 128                   | 122                    | 122                    |                        |                        |  |  | 9 décembre – Las Vegas | 9 décembre – Las Vegas | 9 décembre – Las Vegas | 9 décembre – Las Vegas |
|  | Pacers de l'Indiana                | Pacers de l'Indiana             | 7 décembre – Las Vegas          |                                 |                       |                       | 122                    | 122                    |                        |                        |  |  | 9 décembre – Las Vegas | 9 décembre – Las Vegas | 9 décembre – Las Vegas | 9 décembre – Las Vegas |
|  | Celtics de Boston                  | Celtics de Boston               | 112                             | 112                             |                       |                       |                        |                        |                        |                        |  |  | 9 décembre – Las Vegas | 9 décembre – Las Vegas | 9 décembre – Las Vegas | 9 décembre – Las Vegas |
|  | Celtics de Boston                  | Celtics de Boston               | 112                             | 112                             | Pacers de l'Indiana   | Pacers de l'Indiana   | 109                    | 109                    |                        |                        |  |  |                        |                        |                        |                        |
|  | 5 décembre 2023 – Los Angeles, CA  |                                 |                                 |                                 | Pacers de l'Indiana   | Pacers de l'Indiana   | 109                    | 109                    |                        |                        |  |  |                        |                        |                        |                        |
|  |                                    |                                 | Lakers de Los Angeles           | Lakers de Los Angeles           | 123                   | 123                   |                        |                        |                        |                        |  |  |                        |                        |                        |                        |
|  | Lakers de Los Angeles              | Lakers de Los Angeles           | Lakers de Los Angeles           | Lakers de Los Angeles           | 123                   | 123                   | 106                    | 106                    |                        |                        |  |  |                        |                        |                        |                        |
|  | Lakers de Los Angeles              | Lakers de Los Angeles           |                                 |                                 |                       |                       |                        |                        |                        |                        |  |  |                        |                        |                        |                        |
|  | Suns de Phoenix                    | Suns de Phoenix                 | 103                             | 103                             |                       |                       |                        |                        |                        |                        |  |  |                        |                        |                        |                        |
|  | Suns de Phoenix                    | Suns de Phoenix                 | 103                             | 103                             | Lakers de Los Angeles | Lakers de Los Angeles | 133                    | 133                    |                        |                        |  |  |                        |                        |                        |                        |
|  | 4 décembre 2023 – Sacramento, CA   |                                 |                                 |                                 | Lakers de Los Angeles | Lakers de Los Angeles | 133                    | 133                    |                        |                        |  |  |                        |                        |                        |                        |
|  |                                    |                                 | Pelicans de La Nouvelle-Orléans | Pelicans de La Nouvelle-Orléans | 89                    | 89                    |                        |                        |                        |                        |  |  |                        |                        |                        |                        |
|  | Kings de Sacramento                | Kings de Sacramento             | Pelicans de La Nouvelle-Orléans | Pelicans de La Nouvelle-Orléans | 89                    | 89                    | 117                    | 117                    |                        |                        |  |  |                        |                        |                        |                        |
|  | Kings de Sacramento                | Kings de Sacramento             |                                 |                                 |                       |                       |                        | 117                    |                        |                        |  |  |                        |                        |                        |                        |
|  | Pelicans de La Nouvelle-Orléans    | Pelicans de La Nouvelle-Orléans | 127                             | 127                             |                       |                       |                        |                        |                        |                        |  |  |                        |                        |                        |                        |
|  | Pelicans de La Nouvelle-Orléans    | Pelicans de La Nouvelle-Orléans | 127                             | 127                             |                       |                       |                        |                        |                        |                        |  |  |                        |                        |                        |                        |
|  |                                    |                                 |                                 |                                 |                       |                       |                        |                        |                        |                        |  |  |                        |                        |                        |                        |

## Statistiques

### Meilleurs joueurs par statistiques
Pour pouvoir être classé et prétendre au titre de meilleur de la ligue dans une catégorie de statistique, le joueur doit répondre à un minimum de critères édictés dans le Rate Statistic Requirements.
Source : https://stats.nba.com/players/
- Statistiques mises à jour à la fin de la saison régulière.

| Catégorie                      | Joueur            | Équipe                                    | Statistique |
| ------------------------------ | ----------------- | ----------------------------------------- | ----------- |
| Points par match               | Luka Dončić       | Mavericks de Dallas                       | 33,9        |
| Rebonds par match              | Domantas Sabonis  | Kings de Sacramento                       | 13,8        |
| Passes par match               | Tyrese Haliburton | Pacers de l'Indiana                       | 10,9        |
| Interceptions par match        | De'Aaron Fox      | Kings de Sacramento                       | 2,0         |
| Contres par match              | Victor Wembanyama | Spurs de San Antonio                      | 3,6         |
| Ballons perdus par match       | Luka Dončić       | Mavericks de Dallas                       | 4,0         |
| Minutes jouées par match       | DeMar DeRozan     | Bulls de Chicago                          | 37,8        |
| Pourcentage de réussite        | Daniel Gafford    | Wizards de Washington Mavericks de Dallas | 72,5%       |
| Pourcentage à 3 points         | Grayson Allen     | Suns de Phoenix                           | 45,6%       |
| Pourcentage aux lancers francs | Stephen Curry     | Warriors de Golden State                  | 92,2%       |
| Double-doubles                 | Domantas Sabonis  | Kings de Sacramento                       | 74          |
| Triple-doubles                 | Domantas Sabonis  | Kings de Sacramento                       | 26          |

### Records individuels
Source : https://stats.nba.com/players/boxscores-traditional/
- Statistiques mises à jour à la fin de la saison régulière.

| Saison régulière            | Saison régulière                                             | Saison régulière                                                                                   | Saison régulière | Saison régulière                                            |
| --------------------------- | ------------------------------------------------------------ | -------------------------------------------------------------------------------------------------- | ---------------- | ----------------------------------------------------------- |
| Catégorie                   | Joueur                                                       | Équipe                                                                                             | Statistique      | Date                                                        |
| Minutes                     | Tyrese Maxey                                                 | 76ers de Philadelphie                                                                              | 54               | 7 avril 2024                                                |
| Points                      | Luka Dončić                                                  | Mavericks de Dallas                                                                                | 73               | 26 janvier 2024                                             |
| Rebonds                     | Jusuf Nurkić                                                 | Suns de Phoenix                                                                                    | 31               | 3 mars 2024                                                 |
| Rebonds défensifs           | Andre Drummond Domantas Sabonis                              | Bulls de Chicago Kings de Sacramento                                                               | 20               | 30 décembre 2023 29 janvier 2024                            |
| Rebonds offensifs           | Mark Williams                                                | Hornets de Charlotte                                                                               | 15               | 10 novembre 2023                                            |
| Passes décisives            | Tyrese Haliburton                                            | Pacers de l'Indiana                                                                                | 23               | 30 décembre 2023                                            |
| Interceptions               | Shai Gilgeous-Alexander Herbert Jones Anthony Davis Tre Mann | Thunder d'Oklahoma City Pelicans de La Nouvelle-Orléans Lakers de Los Angeles Hornets de Charlotte | 7                | 14 novembre 2023 22 février 2024 10 mars 2024 10 avril 2024 |
| Contres                     | Victor Wembanyama                                            | Spurs de San Antonio                                                                               | 10               | 12 février 2024                                             |
| Balles perdues              | Domantas Sabonis                                             | Kings de Sacramento                                                                                | 11               | 2 janvier 2024                                              |
| Tirs marqués                | Luka Dončić Jalen Brunson                                    | Mavericks de Dallas Knicks de New York                                                             | 25               | 26 janvier 2024 29 mars 2024                                |
| Tirs tentés                 | Jalen Brunson                                                | Knicks de New York                                                                                 | 47               | 29 mars 2024                                                |
| Tirs à trois points marqués | Keegan Murray                                                | Kings de Sacramento                                                                                | 12 (sur 15)      | 16 décembre 2023                                            |
| Tirs à trois points tentés  | Stephen Curry                                                | Warriors de Golden State                                                                           | 23               | 3 février 2024                                              |
| Lancers francs marqués      | Giánnis Antetokoúnmpo                                        | Bucks de Milwaukee                                                                                 | 24 (sur 32)      | 13 décembre 2023                                            |
| Lancers francs tentés       | Giánnis Antetokoúnmpo                                        | Bucks de Milwaukee                                                                                 | 32               | 13 décembre 2023                                            |

## Récompenses

### Trophées annuels
| \| Récompenses \| Vainqueur \| Finalistes \| \| -------------------------------- \| --------------------------------------------- \| ----------------------------------------------------------------------------------- \| \| NBA Most Valuable Player \| Nikola Jokić (Nuggets de Denver)[26] \| Luka Dončić (Mavericks de Dallas) Shai Gilgeous-Alexander (Thunder d'Oklahoma City) \| \| NBA Defensive Player of the Year \| Rudy Gobert (Timberwolves du Minnesota)[27] \| Bam Adebayo (Heat de Miami) Victor Wembanyama (Spurs de San Antonio) \| \| NBA Rookie of the Year \| Victor Wembanyama (Spurs de San Antonio)[28] \| Chet Holmgren (Thunder d'Oklahoma City) Brandon Miller (Hornets de Charlotte) \| \| NBA Sixth Man of the Year \| Naz Reid (Timberwolves du Minnesota)[29] \| Malik Monk (Kings de Sacramento) Bobby Portis (Bucks de Milwaukee) \| \| Most Improved Player \| Tyrese Maxey (76ers de Philadelphie)[30] \| Alperen Şengün (Rockets de Houston) Coby White (Bulls de Chicago) \| \| Coach of the Year \| Mark Daigneault (Thunder d'Oklahoma City)[31] \| Chris Finch (Timberwolves du Minnesota) Jamahl Mosley (Magic d'Orlando) \| \| NBA Clutch Player of the Year \| Stephen Curry (Warriors de Golden State)[32] \| DeMar DeRozan (Bulls de Chicago) Shai Gilgeous-Alexander (Thunder d'Oklahoma City) \| - MVP de la finale de la conférence Ouest : Luka Dončić (Mavericks de Dallas) - MVP de la finale de la conférence Est : Jaylen Brown (Celtics de Boston) - MVP des Finales NBA : Jaylen Brown (Celtics de Boston) - NBA Hustle Award : Alex Caruso (Bulls de Chicago) - Executive of the Year : Brad Stevens (Celtics de Boston) - Twyman-Stokes Teammate of the Year Award : Mike Conley, Jr. (Timberwolves du Minnesota) - J. Walter Kennedy Citizenship Award : C. J. McCollum (Pelicans de La Nouvelle-Orléans) - Kareem Abdul-Jabbar Social Justice Champion Award : Karl-Anthony Towns (Timberwolves du Minnesota) |                                           |                                                                                     |
| Récompenses | Vainqueur                                 | Finalistes                                                                          |
| NBA Most Valuable Player | Nikola Jokić (Nuggets de Denver)          | Luka Dončić (Mavericks de Dallas) Shai Gilgeous-Alexander (Thunder d'Oklahoma City) |
| NBA Defensive Player of the Year | Rudy Gobert (Timberwolves du Minnesota)   | Bam Adebayo (Heat de Miami) Victor Wembanyama (Spurs de San Antonio)                |
| NBA Rookie of the Year | Victor Wembanyama (Spurs de San Antonio)  | Chet Holmgren (Thunder d'Oklahoma City) Brandon Miller (Hornets de Charlotte)       |
| NBA Sixth Man of the Year | Naz Reid (Timberwolves du Minnesota)      | Malik Monk (Kings de Sacramento) Bobby Portis (Bucks de Milwaukee)                  |
| Most Improved Player | Tyrese Maxey (76ers de Philadelphie)      | Alperen Şengün (Rockets de Houston) Coby White (Bulls de Chicago)                   |
| Coach of the Year | Mark Daigneault (Thunder d'Oklahoma City) | Chris Finch (Timberwolves du Minnesota) Jamahl Mosley (Magic d'Orlando)             |
| NBA Clutch Player of the Year | Stephen Curry (Warriors de Golden State)  | DeMar DeRozan (Bulls de Chicago) Shai Gilgeous-Alexander (Thunder d'Oklahoma City)  |

| - All-NBA First Team : - Giánnis Antetokoúnmpo (Bucks de Milwaukee) - Luka Dončić (Mavericks de Dallas) - Shai Gilgeous-Alexander (Thunder d'Oklahoma City) - Nikola Jokić (Nuggets de Denver) - Jayson Tatum (Celtics de Boston) | - All-NBA Second Team : - Jalen Brunson (Knicks de New York) - Anthony Davis (Lakers de Los Angeles) - Kevin Durant (Suns de Phoenix) - Anthony Edwards (Timberwolves du Minnesota) - Kawhi Leonard (Clippers de Los Angeles) | - All-NBA Third Team : - Devin Booker (Suns de Phoenix) - Stephen Curry (Warriors de Golden State) - Tyrese Haliburton (Pacers de l'Indiana) - LeBron James (Lakers de Los Angeles) - Domantas Sabonis (Kings de Sacramento) |

| - NBA All-Defensive First Team : - Bam Adebayo (Heat de Miami) - Anthony Davis (Lakers de Los Angeles) - Rudy Gobert (Timberwolves du Minnesota) - Herbert Jones (Pelicans de La Nouvelle-Orléans) - Victor Wembanyama (Spurs de San Antonio) | - NBA All-Defensive Second Team : - Alex Caruso (Bulls de Chicago) - Jrue Holiday (Celtics de Boston) - Jaden McDaniels (Timberwolves du Minnesota) - Jalen Suggs (Magic d'Orlando) - Derrick White (Celtics de Boston) |

| - NBA All-Rookie First Team : - Chet Holmgren (Thunder d'Oklahoma City) - Jaime Jaquez Jr. (Heat de Miami) - Brandon Miller (Hornets de Charlotte) - Brandin Podziemski (Warriors de Golden State) - Victor Wembanyama (Spurs de San Antonio) | - NBA All-Rookie Second Team : - Keyonte George (Jazz de l'Utah) - G. G. Jackson (Grizzlies de Memphis) - Dereck Lively II (Mavericks de Dallas) - Amen Thompson (Rockets de Houston) - Cason Wallace (Thunder d'Oklahoma City) |

### Joueurs de la semaine
| Semaine                   | Conférence Est                                   | Conférence Ouest                                        |
| ------------------------- | ------------------------------------------------ | ------------------------------------------------------- |
| 24 octobre - 29 octobre   | Tyrese Maxey (76ers de Philadelphie) (1/1)       | Nikola Jokić (Nuggets de Denver) (1/2)                  |
| 30 octobre - 5 novembre   | Jayson Tatum (Celtics de Boston) (1/1)           | Stephen Curry (Warriors de Golden State) (1/1)          |
| 6 novembre - 12 novembre  | Joel Embiid (76ers de Philadelphie) (1/3)        | Anthony Edwards (Timberwolves du Minnesota) (1/1)       |
| 13 novembre - 19 novembre | Jalen Brunson (Knicks de New York) (1/4)         | De'Aaron Fox (Kings de Sacramento) (1/2)                |
| 20 novembre - 26 novembre | Paolo Banchero (Magic d'Orlando) (1/1)           | Devin Booker (Suns de Phoenix) (1/2)                    |
| 27 novembre - 3 décembre  | Julius Randle (Knicks de New York) (1/1)         | De'Aaron Fox (Kings de Sacramento) (2/2)                |
| 11 décembre - 17 décembre | Giánnis Antetokoúnmpo (Bucks de Milwaukee) (1/2) | Luka Dončić (Mavericks de Dallas) (1/4)                 |
| 18 décembre - 24 décembre | Joel Embiid (76ers de Philadelphie) (2/3)        | Ja Morant (Grizzlies de Memphis) (1/1)                  |
| 25 décembre - 31 décembre | Tyrese Haliburton (Pacers de l'Indiana) (1/1)    | Shai Gilgeous-Alexander (Thunder d'Oklahoma City) (1/1) |
| 1er janvier - 7 janvier   | Jalen Brunson (Knicks de New York) (2/4)         | Alperen Şengün (Rockets de Houston) (1/1)               |
| 8 janvier - 14 janvier    | Bam Adebayo (Heat de Miami) (1/1)                | Lauri Markkanen (Jazz de l'Utah) (1/1)                  |
| 15 janvier - 21 janvier   | Joel Embiid (76ers de Philadelphie) (3/3)        | Kevin Durant (Suns de Phoenix) (1/1)                    |
| 22 janvier - 28 janvier   | Giánnis Antetokoúnmpo (Bucks de Milwaukee) (2/2) | Devin Booker (Suns de Phoenix) (2/2)                    |
| 29 janvier - 4 février    | Trae Young (Hawks d'Atlanta) (1/1)               | Kawhi Leonard (Clippers de Los Angeles) (1/1)           |
| 5 février - 11 février    | Donovan Mitchell (Cavaliers de Cleveland) (1/1)  | Luka Dončić (Mavericks de Dallas) (2/4)                 |
| 26 février - 3 mars       | Jaylen Brown (Celtics de Boston) (1/1)           | LeBron James (Lakers de Los Angeles) (1/1)              |
| 4 mars - 10 mars          | DeMar DeRozan (Bulls de Chicago) (1/1)           | Luka Dončić (Mavericks de Dallas) (3/4)                 |
| 11 mars - 17 mars         | Jalen Brunson (Knicks de New York) (3/4)         | Jalen Green (Rockets de Houston) (1/1)                  |
| 18 mars - 24 mars         | Derrick White (Celtics de Boston) (1/1)          | Anthony Davis (Lakers de Los Angeles) (1/1)             |
| 25 mars - 31 mars         | Dejounte Murray (Hawks d'Atlanta) (1/1)          | Luka Dončić (Mavericks de Dallas) (4/4)                 |
| 1er avril - 7 avril       | Kristaps Porziņģis (Celtics de Boston) (1/1)     | Kyrie Irving (Mavericks de Dallas) (1/1)                |
| 8 avril - 14 avril        | Jalen Brunson (Knicks de New York) (4/4)         | Nikola Jokić (Nuggets de Denver) (2/2)                  |

### Joueurs du mois
| Mois               | Conférence Est                                   | Conférence Ouest                                        |
| ------------------ | ------------------------------------------------ | ------------------------------------------------------- |
| Octobre / Novembre | Jayson Tatum (Celtics de Boston) (1/2)           | Nikola Jokić (Nuggets de Denver) (1/1)                  |
| Décembre           | Giánnis Antetokoúnmpo (Bucks de Milwaukee) (1/1) | Shai Gilgeous-Alexander (Thunder d'Oklahoma City) (1/1) |
| Janvier            | Donovan Mitchell (Cavaliers de Cleveland) (1/1)  | Devin Booker (Suns de Phoenix) (1/1)                    |
| Février            | Jayson Tatum (Celtics de Boston) (2/2)           | Luka Dončić (Mavericks de Dallas) (1/2)                 |
| Mars               | Jalen Brunson (Knicks de New York) (1/1)         | Luka Dončić (Mavericks de Dallas) (2/2)                 |

### Rookies du mois
| Mois               | Conférence Est                              | Conférence Ouest                               |
| ------------------ | ------------------------------------------- | ---------------------------------------------- |
| Octobre / Novembre | Jaime Jaquez Jr. (Heat de Miami) (1/2)      | Chet Holmgren (Thunder d'Oklahoma City) (1/2)  |
| Décembre           | Jaime Jaquez Jr. (Heat de Miami) (2/2)      | Chet Holmgren (Thunder d'Oklahoma City) (2/2)  |
| Janvier            | Brandon Miller (Hornets de Charlotte) (1/3) | Victor Wembanyama (Spurs de San Antonio) (1/3) |
| Février            | Brandon Miller (Hornets de Charlotte) (2/3) | Victor Wembanyama (Spurs de San Antonio) (2/3) |
| Mars               | Brandon Miller (Hornets de Charlotte) (3/3) | Victor Wembanyama (Spurs de San Antonio) (3/3) |

### Entraîneurs du mois
| Mois               | Conférence Est                           | Conférence Ouest                              |
| ------------------ | ---------------------------------------- | --------------------------------------------- |
| Octobre / Novembre | Jamahl Mosley (Magic d'Orlando) (1/1)    | Chris Finch (Timberwolves du Minnesota) (1/1) |
| Décembre           | Joe Mazzulla (Celtics de Boston) (1/2)   | Tyronn Lue (Clippers de Los Angeles) (1/2)    |
| Janvier            | Tom Thibodeau (Knicks de New York) (1/1) | Tyronn Lue (Clippers de Los Angeles) (2/2)    |
| Février            | Erik Spoelstra (Heat de Miami) (1/1)     | Steve Kerr (Warriors de Golden State) (1/1)   |
| Mars               | Joe Mazzulla (Celtics de Boston) (2/2)   | Ime Udoka (Rockets de Houston) (1/1)          |

## Événements notables
- Le 25 juillet 2023, Jaylen Brown signe une prolongation de contrat de 304 millions de dollars sur cinq ans avec les Celtics de Boston, la plus importante dans l’histoire de la ligue[78].
- Le 31 octobre 2023, Kevin Durant dépasse Hakeem Olajuwon à la 12e place du classement des meilleurs marqueurs de l'histoire de la NBA[79].
- Le 6 novembre 2023, Nikola Jokić dépasse LeBron James et Jason Kidd à la 4e position sur la liste du nombre de triples-doubles en NBA[80].
- Le 21 novembre 2023, Kevin Durant dépasse Elvin Hayes à la 11e place du classement des meilleurs marqueurs de l'histoire de la NBA[81].
- Le 21 novembre 2023, LeBron James est devenu le premier joueur à atteindre 39 000 points en carrière[82]. Il a également dépassé Vince Carter à la 7e position des meilleurs marqueurs à trois points de l'histoire.
- Le 27 novembre 2023, LeBron James dépasse Kareem Abdul-Jabbar pour devenir le leader en termes de minutes jouées pendant la saison régulière et les playoffs combinés[83].
- Le 1er décembre 2023, Kevin Durant dépasse Moses Malone à la 10e place du classement des meilleurs marqueurs de l'histoire de la NBA[84].
- Le 8 décembre 2023, Victor Wembanyama (19 ans et 38 jours) est devenu le plus jeune joueur de l’histoire de la NBA à enregistrer un match avec au moins 20 points et 20 rebonds dans un match[85].
- Le 13 décembre 2023, Draymond Green est suspendu indéfiniment pour avoir frappé Jusuf Nurkić au visage lors d’un match, ce qui a donné lieu à une faute flagrante de type 2, qui a entraîné son expulsion du match[86].
- Le 17 décembre 2023, le record de matchs consécutifs (en saison régulière) de Stephen Curry en NBA avec au moins un panier à trois points inscrit, a pris fin au terme de 268 matchs de saison régulière contre les Trail Blazers de Portland[87]. Auparavant, Curry n’a pas réussi à marquer un tir à trois points dans le cinquième match des Finales NBA 2022 et depuis le 8 novembre 2018 en saison régulière.
- Le 28 décembre 2023, les Pistons de Détroit ont égalé le record de la plus longue série de défaites de l’histoire de la NBA avec 28 défaites[88].
- Le 30 décembre 2023, Tyrese Haliburton est devenu le troisième joueur de l'histoire à enregistrer une performance d'au moins 20 points et 20 passes décisives au cours de deux matchs consécutifs[89].
- Le 9 janvier 2024, l’entraîneur Erik Spoelstra a accepté une prolongation de contrat de 120 millions de dollars sur huit ans, le plus gros contrat de l’histoire de la NBA et de l’Amérique du Nord[90].
- Le 10 janvier 2024, Victor Wembanyama est devenu le plus jeune pivot de l’histoire de la NBA à enregistrer un triple-double et le plus jeune joueur sans aucune perte de balle, à 20 ans et 6 jours, dépassant Andre Iguodala, qui l’a atteint à 21 ans en 2005[91]. Il a enregistré son triple-double avec 16 points, 12 rebonds et 10 passes en 21 minutes de jeu, faisant de lui le deuxième joueur de l’histoire de la NBA à l’enregistrer en moins de 22 minutes, à seulement une minute de Russell Westbrook, qui l’avait fait en 20 minutes en 2014.
- Le 17 janvier 2024, l’entraîneur adjoint des Warriors de Golden State, Dejan Milojević, est décédé des suites d’une crise cardiaque subie lors d’un dîner d’équipe[92].
- Le 22 janvier 2024, Joel Embiid, des 76ers de Philadelphie, a inscrit 70 points, 18 rebonds et 5 passes décisives contre les Spurs de San Antonio. En atteignant cette marque, il est devenu le neuvième joueur de l’histoire de la NBA à inscrire 70 points ou plus dans un match, ainsi que le premier joueur de l’histoire de la NBA à enregistrer au moins 70 points, 15 rebonds et 5 passes dans un match[93].
- Dans la même nuit du 22 janvier 2024, Karl-Anthony Towns, des Timberwolves du Minnesota, marque 62 points, un record en carrière, dans une défaite contre les Hornets de Charlotte. C’était la quatrième fois dans l’histoire de la NBA que deux joueurs différents marquent au moins 60 points la même nuit[94].
- Le 25 janvier 2024, LeBron James est sélectionné pour son 20e NBA All-Star Game, battant le record qu’il détenait avec Kareem Abdul-Jabbar[95].
- Le 26 janvier 2024, Luka Dončić a inscrit 73 points dans un match contre les Hawks d'Atlanta, le plus grand nombre de points en un seul match depuis la performance de 81 points de Kobe Bryant en 2006[96].
- Toujours le 26 janvier 2024, Devin Booker des Suns de Phoenix a marqué 62 points (dont 29 au premier quart-temps) contre les Pacers de l'Indiana[97]. Par extension, c'est la cinquième fois dans l’histoire de la NBA (et la deuxième fois en une semaine) que deux joueurs différents marquent au moins 60 points la même nuit.
- Le 2 février 2024, Russell Westbrook est devenu le 25e joueur à inscrire 25 000 points en carrière, et a également rejoint LeBron James comme les deux seuls joueurs avec 25 000 points, 9 000 passes et 8 000 rebonds[98].
- Le 25 février 2024, Kevin Durant dépasse Carmelo Anthony à la 9e place du classement des meilleurs marqueurs de l'histoire de la NBA[99].
- Le 2 mars 2024, LeBron James est devenu le premier joueur de l’histoire de la NBA à inscrire 40 000 points[100].
- Le 10 mars 2024, Anthony Davis est devenu le premier joueur de l’histoire de la NBA à enregistrer plus de 25 points, plus de 25 rebonds, plus de 5 passes et plus de interceptions en un seul match, avec 27 points, 25 rebonds, 7 interceptions et 5 passes contre les Timberwolves du Minnesota[101].
- Le 17 mars 2024, Duncan Robinson est devenu le joueur ayant atteint la barre des 1 000 paniers à trois points inscrits le plus rapidement, lors de son 343e match, dépassant le record des 350 matchs de Buddy Hield[102].
- Le 20 mars 2024, Kevin Durant dépasse Shaquille O'Neal à la 8e place du classement des meilleurs marqueurs de l'histoire de la NBA[103].
- Le 14 avril 2024, pour la première fois dans l’histoire de la NBA, les trois meilleures équipes d’une conférence (le Thunder, les Nuggets et les Timberwolves de la Conférence Ouest) ont disputé le dernier match de la saison régulière avec un bilan identique (tous à 56-25)[104].
- Ashley Moyer-Gleich est retenue pour les playoffs NBA 2024. Elle arbitre deux rencontres du premier tour, le 20 avril à Minneapolis entre les Timberwolves de Minnesota et les Suns de Phoenix, et le 25 avril à Orlando entre le Magic et les Cavaliers de Cleveland. C'est la première fois qu'une femme arbitre depuis Violet Palmer en 2012[105].
- Le 6 mai 2024, Victor Wembanyama est élu NBA Rookie of the Year à l'unanimité, c'est le sixième joueur de l'histoire de la ligue à obtenir cette distinction à l'unanimité[106].
- Le 7 mai 2024, Rudy Gobert remporte son 4e titre de NBA Defensive Player of the Year, égalant le record de trophées avec Dikembe Mutombo et Ben Wallace[107].
- Le 8 mai 2024, Nikola Jokić reçoit son 3e titre de NBA Most Valuable Player, devenant le neuvième joueur de l'histoire à remporter au moins trois fois cette distinction en carrière[108].